# La Danza del Fuego (Finisterra Opera Rock)
La Danza del Fuego (2015) es el vigésimo quinto sencillo de la banda Mägo de Oz.

## Lista de canciones
| N.º | Título               | Duración |  |
| 1.  | «La Danza del Fuego» | 5:12     |  |